# Wzniesienia Szczecińskie

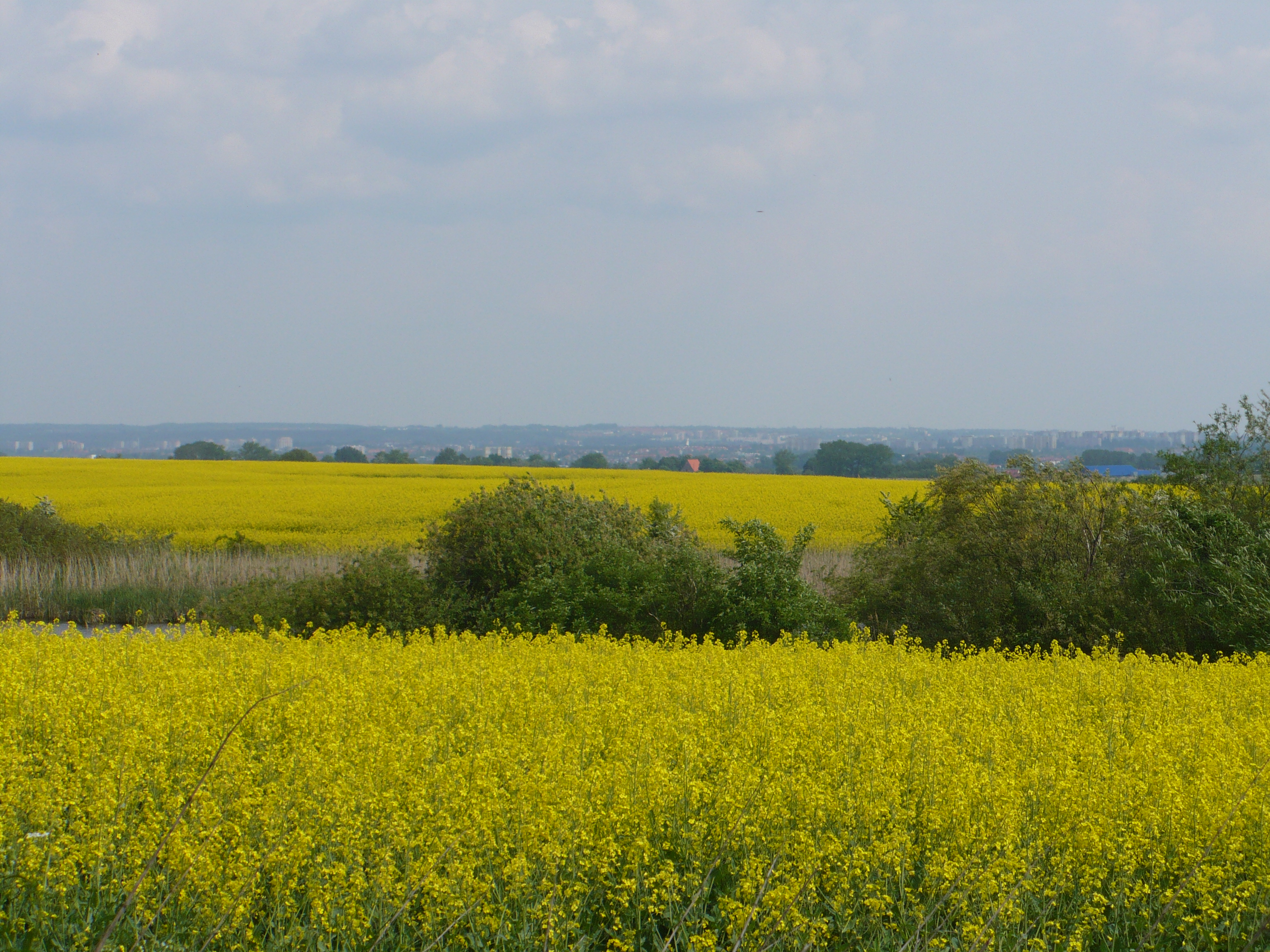
Wał Stobniański (I plan) i Wzgórza Warszewskie (II plan)

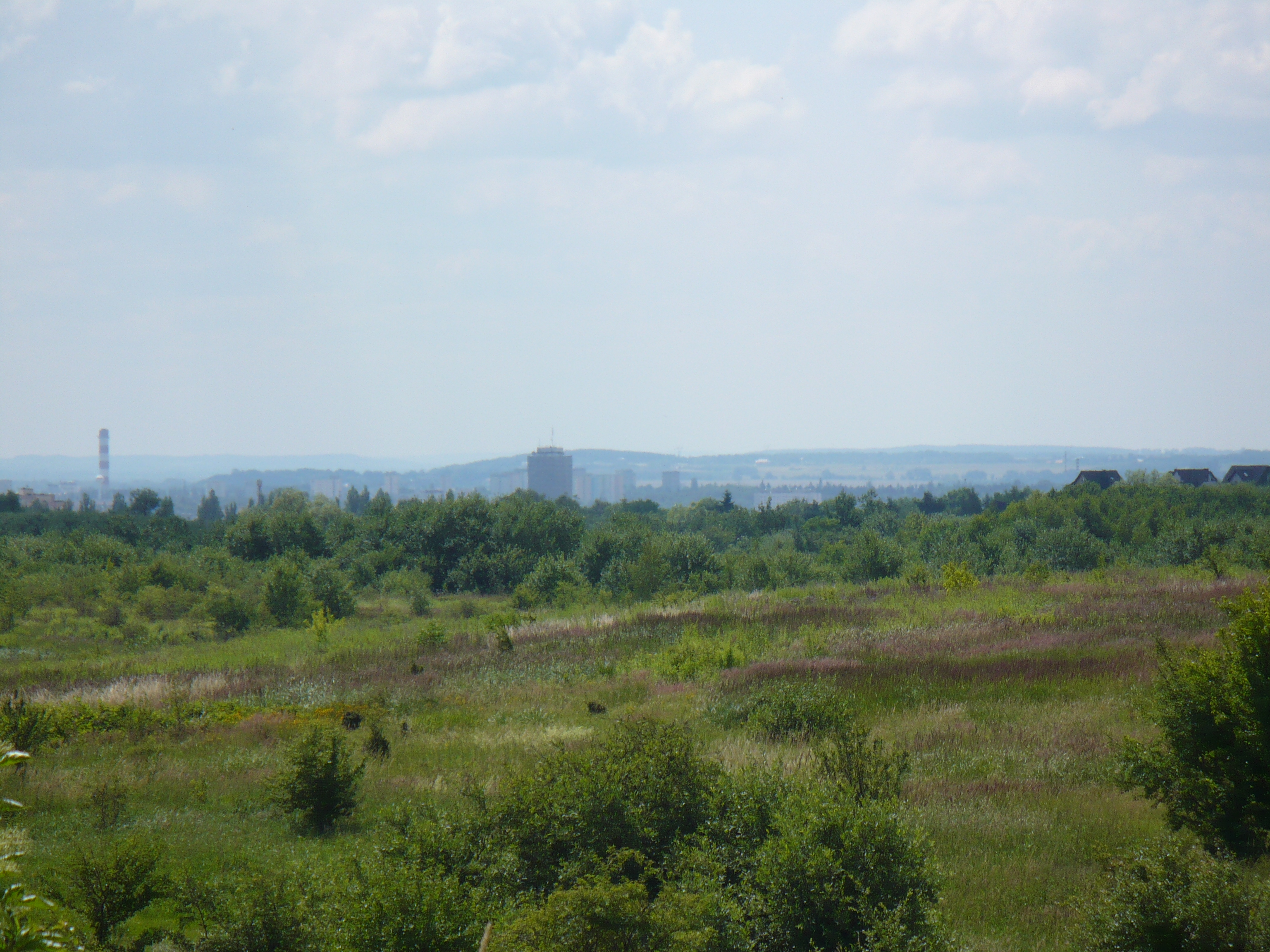
Wzgórza Warszewskie (I plan) i Wał Stobniański (II plan)

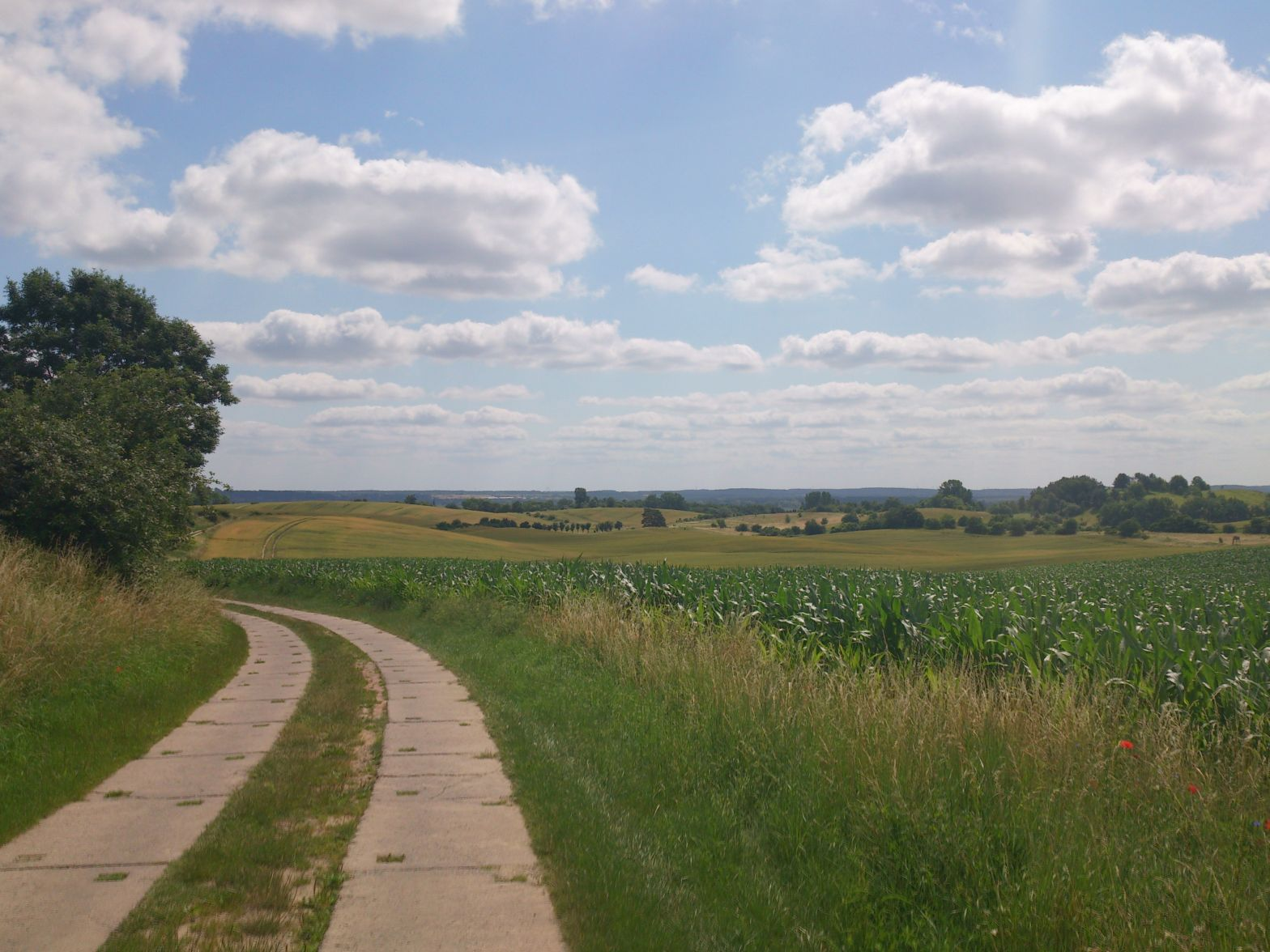
Trasa rowerowa Tantow – Mescherin

Wzniesienia Szczecińskie (Wzgórza Szczecińskie) (313.26) – mezoregion fizycznogeograficzny Pobrzeża Szczecińskiego rozciągający się od osiedla Mścięcino w Policach na północy do okolic Kołbaskowa na południu (i dalej w kierunku Gardźca w Niemczech). 
Na Wzniesieniach Szczecińskich znajduje się większość lewobrzeżnych osiedli Szczecina, m.in. Skolwin, Warszewo, Pogodno i Gumieńce, oraz osiedle Mścięcino w Policach i wsie południowej części powiatu polickiego, m.in. Przecław, Barnisław, Kołbaskowo i Siadło Górne. Część północna Wzniesień Szczecińskich jest porośnięta lasami Puszczy Wkrzańskiej (m.in. buczyna pomorska w Parku Leśnym Mścięcino).

## Charakterystyka
Wzniesienia leżą pomiędzy Równiną Wkrzańską na północy a Doliną Dolnej Odry na południu i wschodzie oraz rzeką Rędową (niem. Randow) na zachodzie.
We wczesnym średniowieczu tereny wzniesień były penetrowane i zamieszkiwane przez plemiona słowiańskie m.in. Wieletów, Pomorzan, Wkrzan.
Polska część Wzniesień składa się z dwóch kompleksów:
- Wzgórz Warszewskich (Wielecka Góra, 131 m n.p.m.) – na zachodnich i północnych peryferiach Szczecina, częściowo w granicach administracyjnych miasta Szczecin (dzielnice Północ i Zachód), pozostała część, tj. część północno-zachodnia, w powiecie polickim
- Wału Stobniańskiego (Mała Góra, 88 m n.p.m.) – na zachodnich i południowych obrzeżach Szczecina, częściowo w obrębie miasta (Szczecin Zachód), zaś zachodnia część na terenie powiatu polickiego.

## Wzniesienia
Poza głównymi częściami Wzniesień tj. poza Wzgórzami Warszewskimi i Wałem Stobniańskim, występują również inne miejsca o ponadprzeciętnych walorach krajobrazowych z punktami widokowymi, jak na przykład:
- Stettiner Berg – w Mescherin
- Seeberg – w Mescherin
- Streithofer Alpen – koło Glasow
- Tuleier Berg i Pieperberg – koło Luckow
- wzgórza koło Gartz (Oder)

## Komunikacja
Mezoregion przecinają główne trasy komunikacyjne:
- Drogowe: Autostrada A6 / A11 (Szczecin – Berlin), DK10 / B104 (Szczecin – Pasewalk), DK13 / B2 (Szczecin – Schwedt/Oder), B113 (Mescherin – Lubieszyn/Linken), DW 115 (Szczecin – Dobieszczyn)
- Kolejowe: 
  - Linia kolejowa Szczecin Główny – Berlin (Szczecin Gumieńce, Tantow, Petershagen Nord, Casekow, Schönow)
  - Linia kolejowa Szczecin Główny – Pasewalk (Szczecin Gumieńce, Grambow, Löcknitz)
  - Linia kolejowa nr 406: Szczecin Główny – Trzebież (Szczecin Turzyn – Szczecin Łękno – Szczecin Niebuszewo – Szczecin Skolwin – Police – Police Zakład – Jasienica (Police))

## Szlaki turystyczne
Polskie szlaki turystyczne koncentrują się w obrębie Wzgórz Warszewskich i Wału Stobniańskiego.
Niemieckie szlaki turystyczne:
- Międzynarodowy szlak rowerowy Odra – Nysa
- Szczeciński Szlak Graniczny
- Szlak „Od rzeki Randow do Odry”
- Szlak „Odkrycia w okolicach Penkun”
- Szlak „Przeżycie przyrody aż do granic kraju”
- Trasa Hanzeatycka